# Ashcan School
Ashcan School – ruch artystyczny rozwijający się w pierwszych dekadach XX wieku w Stanach Zjednoczonych, znany z obrazów przedstawiających naturalistyczne, ciemne i nędzne strony życia w mieście, stworzony przez malarzy-realistów pozostających w opozycji do impresjonizmu i akademizmu. Założycielem Ashcan School był Robert Henri a jej siedzibą Nowy Jork. Jądro grupy obok Henriego tworzyli: George Luks, William Glackens, John French Sloan i Everett Shinn, a z czasem zaczęto zaliczać do niej takich malarzy jak George Bellows i Edward Hopper oraz fotografów-dokumentalistów (Jacob Riis i Lewis Hine). Nazwa ugrupowania zaczerpnięta została z rysunku George’a Bellowsa Rozczarowania puszką popiołu (Disappointments of the Ash Can).

## Historia

### Początki

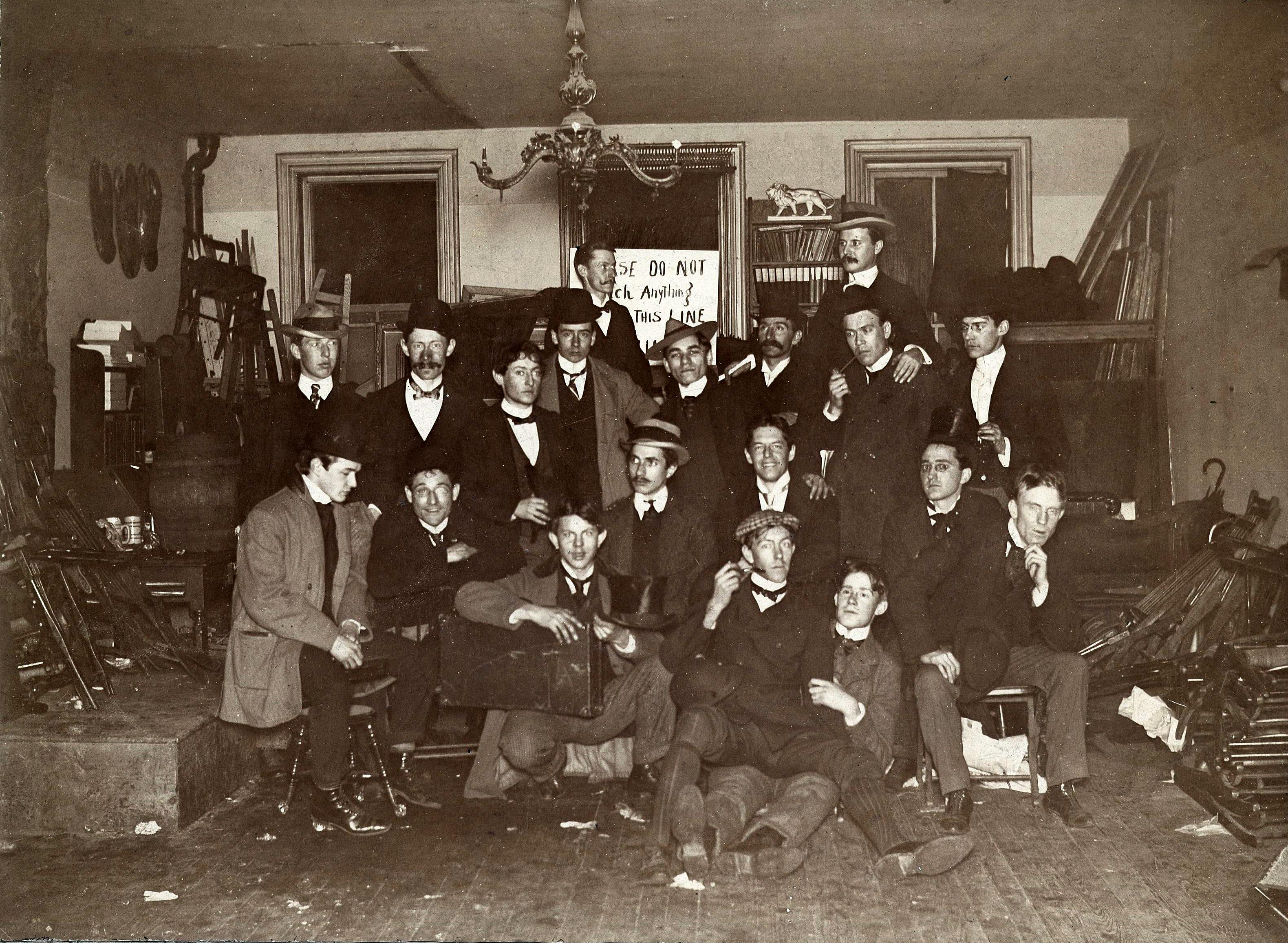
Przyszli artyści Ashcan School i ich przyjaciele w Philadelphia Studio Johna Frencha Sloana, 1898

Pod koniec XIX wieku tradycja akademicka w Ameryce, popierana przez elity, wydawała się całkowicie ignorować scenę współczesną. Wyzwanie temu stanowi rzeczy rzucił wpływowy i charyzmatyczny Robert Henri, były student Thomasa Eakinsa w Pennsylvania Academy of the Fine Arts. Henri przyswoił sobie zarówno graficzny styl Eakinsa, jak i jego przekonanie, że obraz powinien przedstawiać wyłącznie rzeczy istniejące naprawdę. Niewzruszony wystawą późnych impresjonistów podczas swej wizyty w Paryżu w połowie lat 90. XIX wieku powrócił do Filadelfii z zamiarem tworzenia sztuki zajmującej się życiem. Pierwszymi jego zwolennikami stali się ilustratorzy Philadelphia Press: William Glackens, George Luks, Everett Shinn i John French Sloan. Henri przekonał ich do porzucenia ilustracji i zajęcia się na poważnie malarstwem. Poczynając od 1892 roku stał się ich mentorem. Pewne umiejętności, niezbędne w ich dotychczasowej pracy jak: przywiązanie uwagi do szczegółu, umiejętność uchwycenia ulotnej chwili oraz zdecydowane zainteresowanie tematyką życia codziennego, stały się następnie cechą charakterystyczną ich malarstwa. W 1902 roku Robert Henri przeniósł się do Nowego Jorku, zakładając przy Broadwayu własną szkołę. Wkrótce dołączyli do niego Glackens, Luks, Shinn i Sloan. Do uczniów Henriego należeli między innymi George Bellows i Edward Hopper. Własne przekonania dotyczące sztuki Henri propagował za pomocą swoich obrazów, wystaw i działalności pedagogicznej oraz publicystycznej (książka The Art Spirit, wydana w 1923 roku). 

### The Eight
W marcu 1907 roku Henri, członek komisji rekrutacyjnej corocznej wystawy organizowanej przez National Academy of Design, zrezygnował z udziału w jej pracach po tym, jak jury odrzuciło zgłoszenia członków jego grupy. Udział w tej wystawie, wobec braku prywatnych galerii był uważany za ważny krok na drodze do publicznego uznania. Mimo odrzucenia przez Akademię Henri i jego przyjaciele spotkali się w kwietniu, aby przedyskutować zorganizowanie własnej wystawy. Do pięciu pierwotnych członków grupy dołączyło trzech kolejnych artystów: impresjonista Ernest Lawson, symbolista Arthur Bowen Davies i postimpresjonista Maurice Brazil Prendergast. Powstało wówczas ugrupowanie The Eight (Ośmiu). W maju 1907 roku nazwa ta pojawiła się po raz pierwszy w artykule nowojorskiego New York Sun. Choć członkowie ugrupowania prezentowali odmienne style, to jednoczyła ich opozycja wobec opresyjnej polityki Akademii, a także przekonanie, iż artysta ma prawo malować to, co chce. Henri był, podobnie jak jego koledzy, miłośnikiem malowniczości. Uliczników na jego obrazach cechuje wigor, który artysta podziwiał u Fransa Halsa. Glackens, zwolennik Renoira przedstawiał powabne kobiety spacerujące w Central Parku. Sloan zachował swój reporterski temperament ukazując na obrazie Okno fryzjerki tłum przed zakładem fryzjerskim – typowy dla siebie motyw, oddany szybkimi ruchami pędzla. Shinna pociągał urok życia nocnego, Prendergast pasjonował się nowojorskimi plażami i parkami, Lawson przedstawiał w stylu zbliżonym do impresjonizmu peryferie Nowego Jorku i port, zaś malujący sceny nocne, jednorożce i kobiety Davis bliższy był symbolizmowi, który fascynował Amerykanów w końcu XIX wieku. 
Wystawa Ośmiu została otwarta 3 lutego 1908 roku w Macbeth Gallery w Nowym Jorku i trwała dwa tygodnie. Zaprezentowano 63 obrazy członków grupy, a wystawę odwiedziło 7 000 gości. W dniach 7–19 marca wystawę powtórzono w filadelfijskiej Pennsylvania Academy of the Fine Arts, a we wrześniu i grudniu w: Art Institute of Chicago, Toledo Museum of Art w Toledo i Detroit Museum of Art. W okresie od stycznia do maja 1909 roku wystawa Ośmiu odwiedziła kolejne amerykańskie miasta: Indianapolis (John Herron Art Institute), Cincinnati (Cincinnati Art Museum), Pittsburgh (Carnegie Institute), Bridgeport (Bridgeport Public Library) i Newark (Newark Public Library).

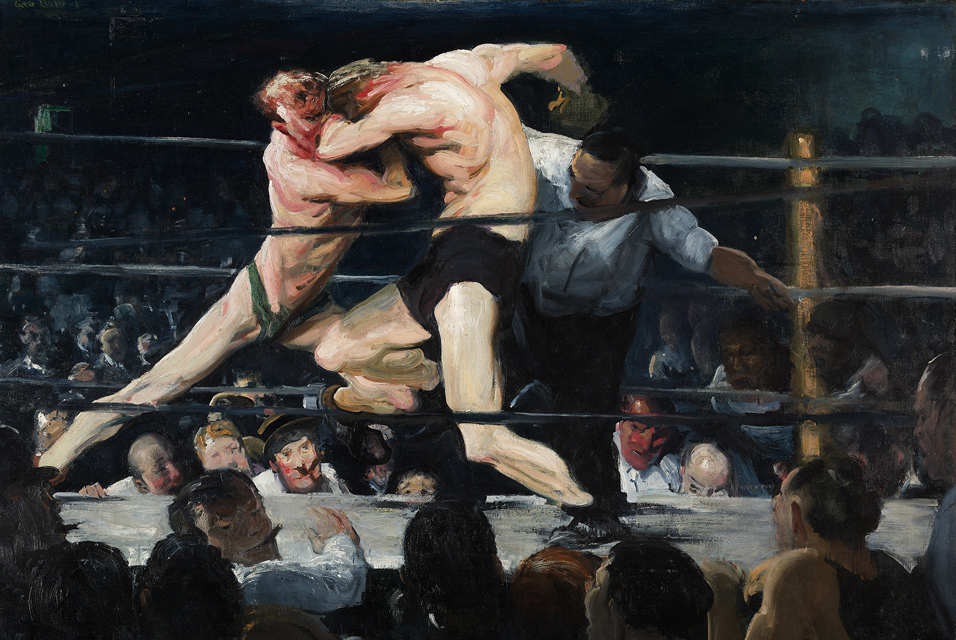
George Bellows, Walka u Sharkeya (Cleveland Museum of Art) sztandarowe dzieło XX-wiecznego realizmu, jeden z serii sześciu obrazów przedstawiających walki o nagrody, ukończone w 1909 roku, w tym samym, w którym artysta został najmłodszym w historii członkiem National Academy of Design

Wystawa Ośmiu okazała się kamieniem milowym w historii sztuki amerykańskiej. Członkowie grupy zaprezentowali swoje ulubione tematy: prostytutki, uliczników, zapaśników i bokserów zyskując u krytyków pogardliwe miano „apostołów brzydoty”. Mimo ataków prasy wystawa, prezentowana w 9 dużych miastach, odniosła duży sukces frekwencyjny i finansowy, dodając impulsu sztuce amerykańskiej, przełamując monopol National Academy of Design i torując drogę przyszłym wystawom sztuki nowoczesnej w Ameryce. Kolejną z nich była, zorganizowana przez Henriego i Sloana w kwietniu 1910 roku, Independent Artists Exhibition. Wzięli w niej udział Davies, Glackens, Lawson, Prendergast i Shinn. Wystawa przyciągnęła ponad 200 artystów, którzy poprzez swój udział w tym wydarzeniu celebrowali wolność artystycznej wypowiedzi. Wśród wystawiających znalazł się Bellows, a jego obraz Walka u Sharkeya, przedstawiający nielegalną walkę bokserską zyskał z czasem status sztandarowego dzieła amerykańskiego realizmu. Wystawa dzięki swej otwartości dała początek innym prezentacjom tego typu, jak nowojorski International Exhibition of Modern Art, znany jako Armory Show z 17 lutego 1913 roku, w którego zorganizowaniu pomagali członkowie grupy Ośmiu: Davies, Glackens, Lawson i Luks. Armory Show odwiedziło około 300 000 gości, a wystawiono na niej 1 300 prac; w wystawie wzięli udział wszyscy artyści Osmiu oprócz Shinna. Zaprezentowano na niej po raz pierwszy dzieła europejskiego modernizmu – obrazy takich autorów jak Henri Matisse, Pablo Picasso czy Marcel Duchamp, które chwilowo przyćmiły osiągnięcia Ashcan School. Henri i większość jego kolegów z Ashcan School malowali nadal, nawet do lat 40., jak w przypadku Sloana i Shinna. 

#### Nowatorstwo gatunków

##### Życie miejskie
Odkąd francuscy artyści, tacy jak Édouard Manet, Edgar Degas i Claude Monet zaczęli w swoich obrazach eksplorować temat miasta (Londyn i Paryż), miejskie motywy stały się cechą charakterystyczną sztuki nowoczesnej. Amerykańscy impresjoniści okazjonalnie malowali scenerie miejskie wokół Bostonu i Nowego Jorku. Skupiając się na wykwintnej architekturze, bulwarach i parkach, przedstawiali w wyważonych kompozycyjnie obrazach miasta jako uporządkowane i schludne. Grupa Ośmiu natomiast radykalnie zmieniła obraz miasta w sztuce amerykańskiej, przedstawiając je jako twór ciemny i chaotyczny, często oglądany z niezwykłego lub nieoczekiwanego punktu obserwacyjnego. Ich sceny z życia w mieście wypełniały postacie z marginesu: kobiety o złej reputacji i ulicznicy. Przedstawiali także pewne aspekty miejskiej rozrywki - poczynając od barów, a skończywszy na teatrach wodewilowych, pomijane wcześniej w sztuce

##### Pejzaż
Członkowie Ośmiu, choć znani raczej jako malarze miast, trwałe interesowali się także malarstwem pejzażowym. Dla Lawsona i Prendergasta natura była głównym źródłem inspiracji; obaj często poszukiwali miejsc, gdzie styka się miasto i prowincja; dla Prendergasta charakterystyczne stały się obrazy rodzin spacerujących po miejskich parkach i letników w nadmorskich kurortach. Stylistycznie obaj artyści rozwinęli wyjątkowe i osobiste podejście jeśli chodzi o zastosowanie koloru i użycie pędzla; malując pejzaże przekształcali je w rodzaj malarskiego eksperymentu. Arthura Daviesa również pociągała natura, ale przedstawiał ją z odcieniem mistycyzmu i zadumy, a tańczące w jego pejzażach postacie stwarzały atmosferę fantazyjnej ucieczki. Również pozostali członkowie Ośmiu często malowali pejzaże podróżując po różnych regionach Stanów Zjednoczonych. W swych pracach odrzucili oni dawniejszy model malarstwa pejzażowego, polegający na dopasowaniu widoku natury do pewnych ideałów, a zamiast tego skupili się na bezpośredniej obserwacji rzeczywistości.

##### Portret
Większość spośród grupy Ośmiu przykładała wagę do malowania portretów. Podczas gdy Henri, Glackens, Luks, Shinn i Sloan koncentrowali się albo na konkretnej podobiźnie albo na studium postaci, Davies był bardziej skłonny do przedstawiania postaci jako symbolu. Wzorcem dla Henriego i jego kolegów był realistyczny portret i tradycja figuralna w Pennsylvania Academy of the Fine Arts, w której wykładali i pracowali Thomas Eakins i Thomas Pollock Anshutz. Wpływ na ich sztukę wywarł też styl portretowy takich malarzy jak William Chase, John Singer Sargent, Frans Hals czy Diego Velázquez. Podczas gdy inni amerykańscy portreciści skupiali się na malowaniu podobizn ludzi o wysokim statusie majątkowym lub zawodowym, artyści grupy Ośmiu poszukiwali cech indywidualnych portretowanej osoby niezależnie od jej statusu społecznego, wyobrażając sobie nowoczesny portret amerykański jako demokratyczny i egalitarny.

### „Ashcan School”
Termin „Ashcan School” wywodzi się od tytułu rysunku Bellowsa zatytułowanego Rozczarowania puszką popiołu (Disappointments of the Ash Can), który pojawił się w Philadelphia Record w kwietniu 1915 roku; termin został przywołany przez rysownika Arta Younga w jego pogardliwej krytyce, zamieszczonej w nowojorskim The Sun w kwietniu 1916 roku, a do powszechnego obiegu wprowadzony przez Holgera Cahilla i Alfreda H. Barra Jr. w 1934 roku na wystawie w Museum of Modern Art w Nowym Jorku. Choć artyści Ashcan School nie stanowili zorganizowanej „szkoły”, prezentując nieco zróżnicowane style i tematy, to wszyscy oni byli miejskimi realistami, hołdującymi raczej hasłu Henriego „sztuka dla życia”, niż hasłu „sztuka dla sztuki”; razem z amerykańskimi impresjonistami stanowili awangardę w Stanach Zjednoczonych, dopóki na wystawie Armory Show nie zaprezentowano prac rzeczywistych modernistów. 
Ożywienie wpływów Ashcan School nastąpiło w latach 30. XX wieku, uwidaczniając się w pracach malarzy spod znaku american scene painting i social realism. Zainteresowanie malarzy Ashcan School problematyką społeczną przyciągnęło do niej fotografów-dokumentalistów, takich jak Jacob Riis i Lewis Hine. Fotografie Riisa, przedstawiające życie w slumsach, doprowadziły do wyburzenia niektórych kamienic czynszowych, natomiast zdjęcia pracujących dzieci wykonane przez Hine'a wywołały kampanię na rzecz ustanowienia prawa zapobiegającego eksploatacji nieletnich.

## Znaczenie
Znaczenie Ashcan School polegało na zwróceniu uwagi na miejską nędzę, pomijaną lub sentymentalizowaną w malarstwie akademickim. W swoich obrazach, ilustracjach, rycinach i litografiach Henri i jego koledzy koncentrowali się na portretowaniu witalności Nowego Jorku i ciemnej strony jego życia, śledząc żywo tematykę bieżących wydarzeń i ówczesną retorykę polityczną i społeczną. Ich stylistyka wykazywała wpływ ciemnej palety i ruchów pędzla Diego Velázqueza, Fransa Halsa, Francisca Goi, Honoré Daumiera i ostatnich realistów, takich jak Wilhelm Leibl, Édouard Manet i Edgar Degas. Preferowali oni szerokie, kaligraficzne formy, wykorzystując swe dawne umiejętności z czasów, gdy pracowali jako ilustratorzy prasowi. Chociaż byli zwolennikami zajmowania się współczesną tematyką, to z drugiej strony nie byli ani krytykami, ani społecznymi reformatorami, a poprzez swoje obrazy nie uprawiali radykalnej propagandy. Choć utożsamiali się z witalnością niższych klas, rejestrując ponure aspekty miejskiego życia, to sami prowadzili wygodne mieszczańskie życie, bywając w nowojorskich restauracjach i barach, teatrach i wodewilach oraz wypoczywając na Coney Island. Ponieważ w swoich obrazach unikali pokazywania niepokoju, czy napięcia społecznego, ich dzieła nie są tak bezpośrednie lub poruszające, jak dzieła ich europejskich odpowiedników lub zdjęcia amerykańskich fotografów, takich jak Jacob Riis.
Działalność artystów Ashcan School wyznaczyła początek rozwoju niezależnego malarstwa amerykańskiego. Członkowie tego ugrupowania zrezygnowali z przedkładania swych prac do oceny powszechnie uznanym instytucjom wybierając bezpośredni kontakt z publicznością. Formula niezależnej wystawy stała się od tej chwili cechą charakterystyczną sztuki nowoczesnej.

## Galeria

### Sceny miejskie

Robert Henri, Śnieg w Nowym Jorku 1902, National Gallery of Art
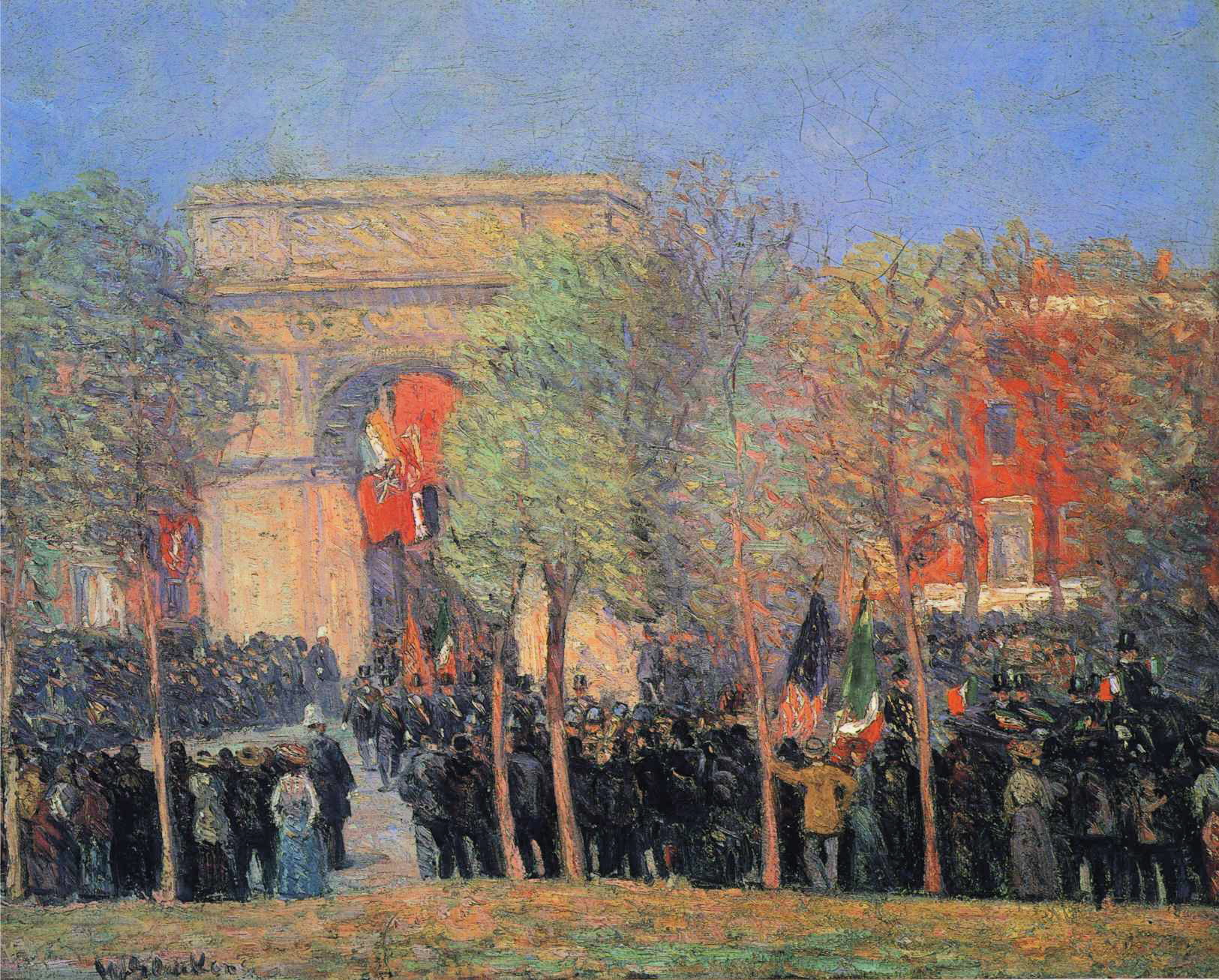
William Glackens, Włosko-amerykańskie święto na Washington Square, 1912, Museum of Fine Arts w Bostonie
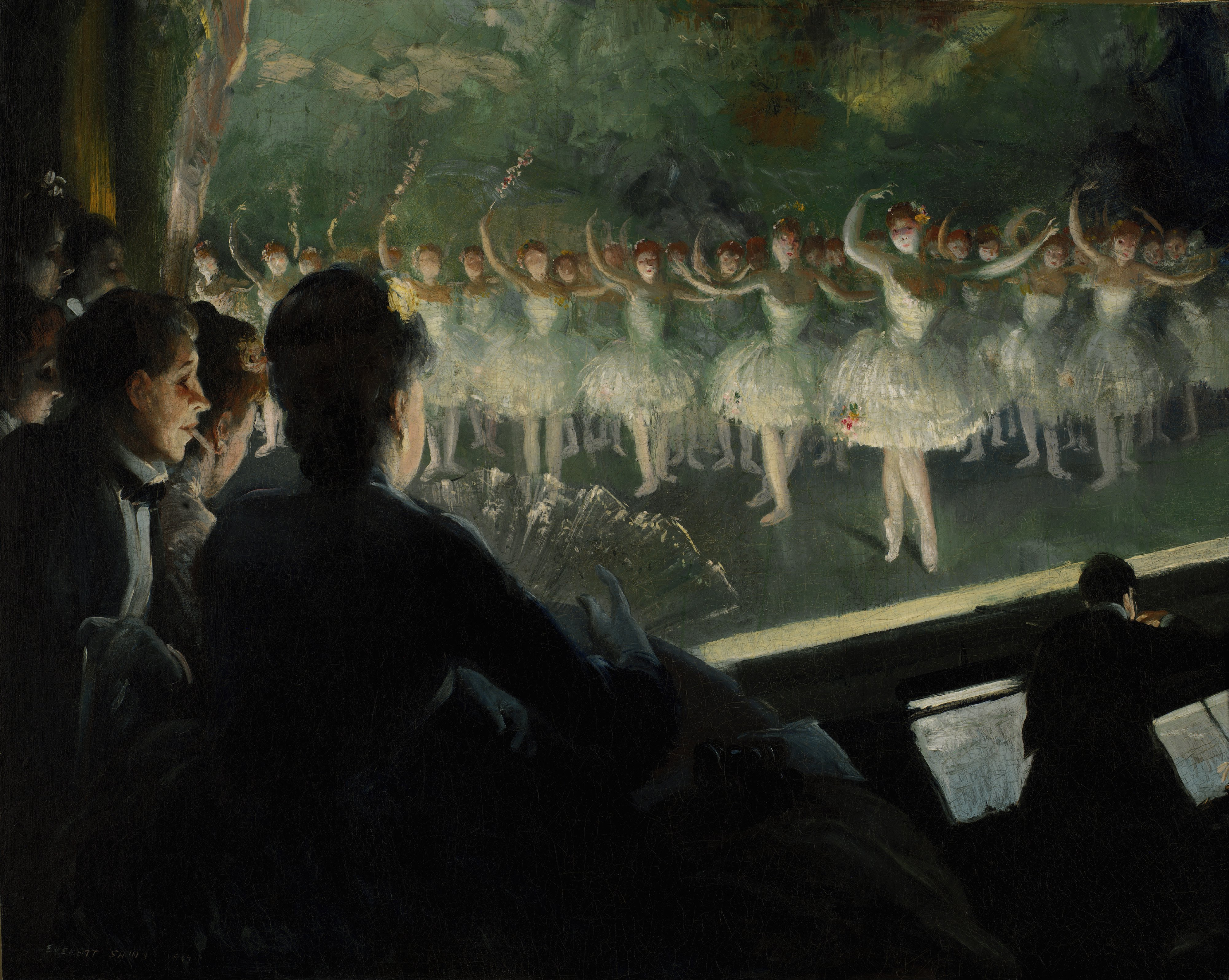
Everett Shinn, Biały balet, 1904, Smithsonian American Art Museum and the Renwick Gallery
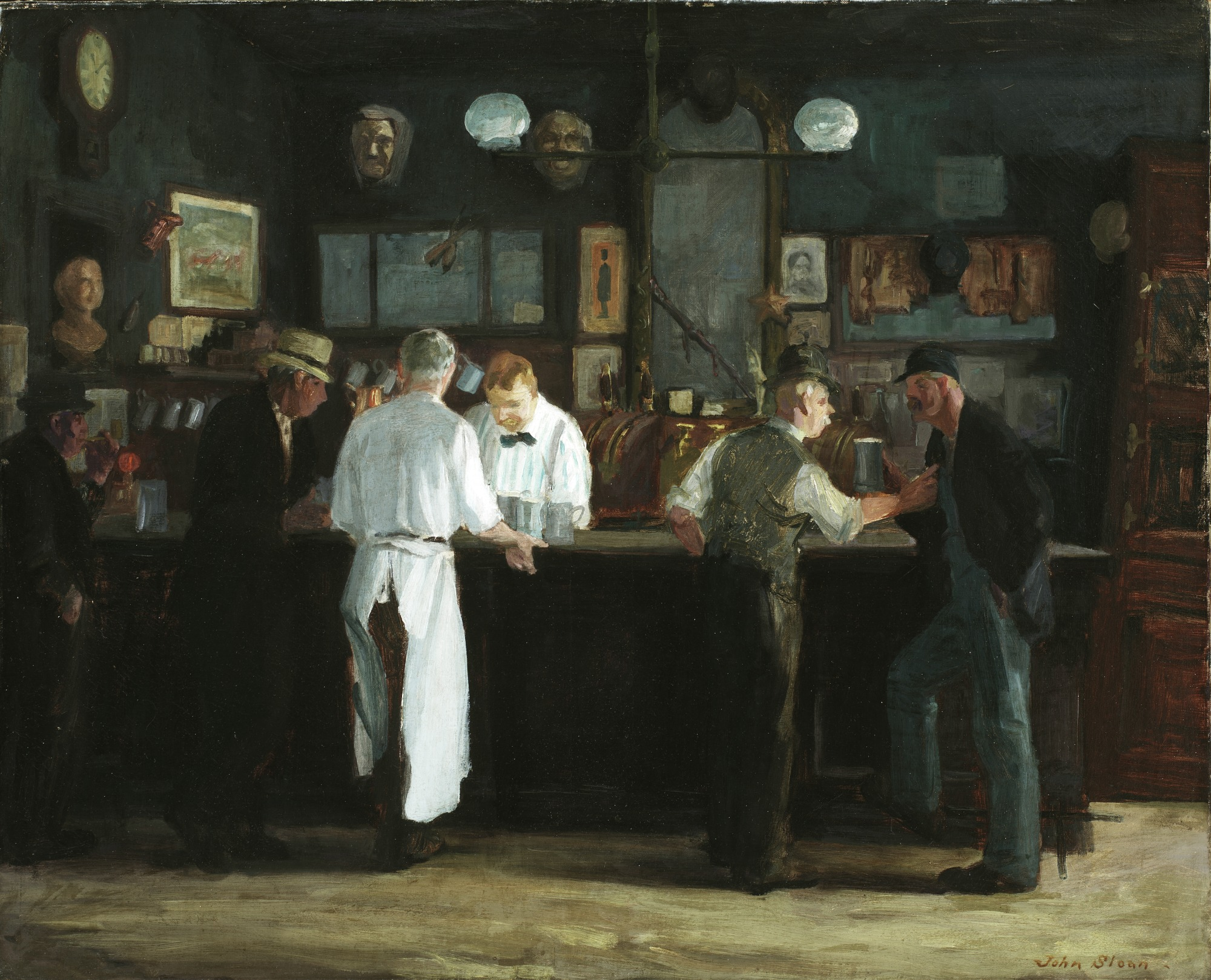
John French Sloan, McSorley's Bar, 1912, Detroit Institute of Arts
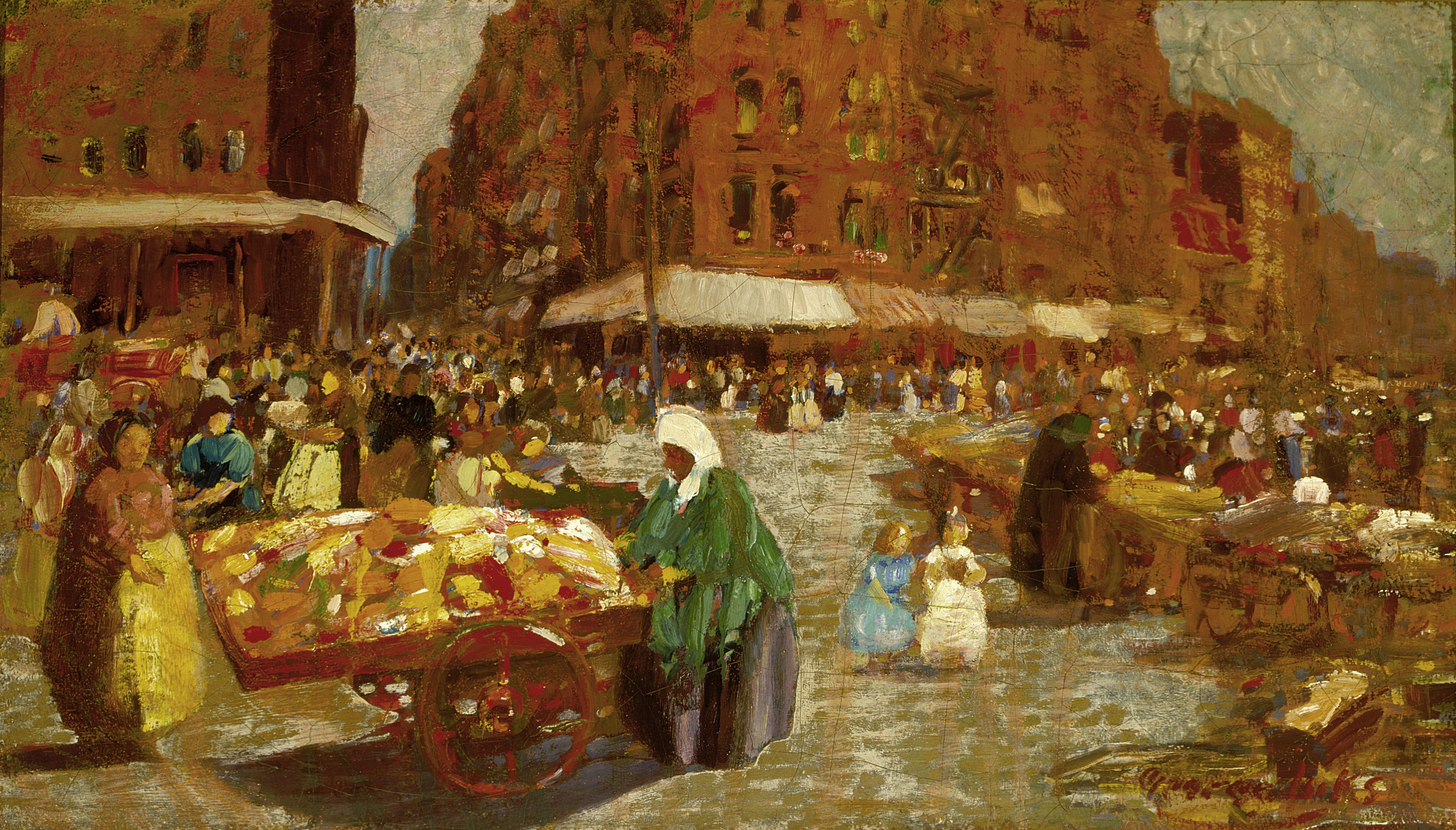
George Luks, Houston Street 1917, Saint Louis Art Museum
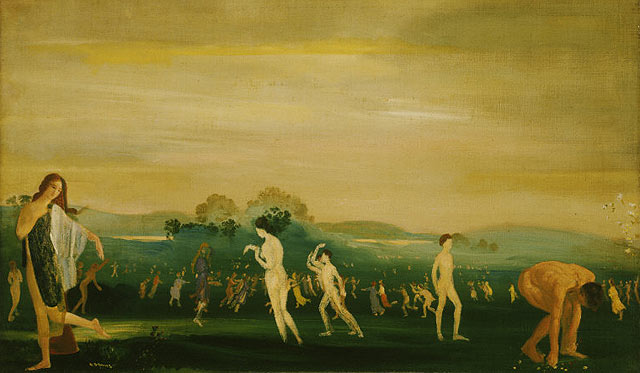
Arthur Bowen Davies, Pola Elizejskie, obraz niedatowany, Phillips Collection
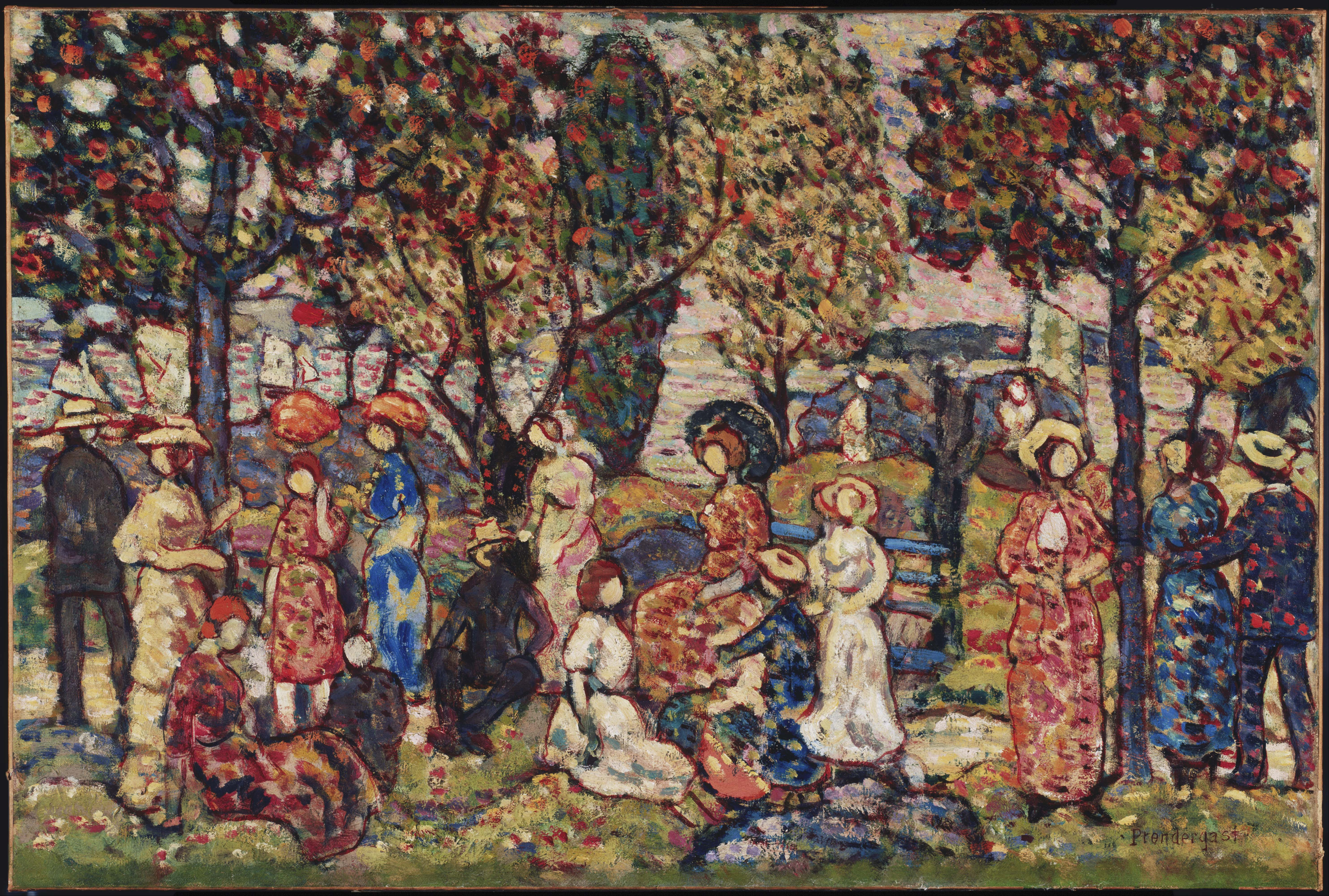
Maurice Brazil Prendergast, Jesień, 1901, Whitney Museum of American Art

### Portrety

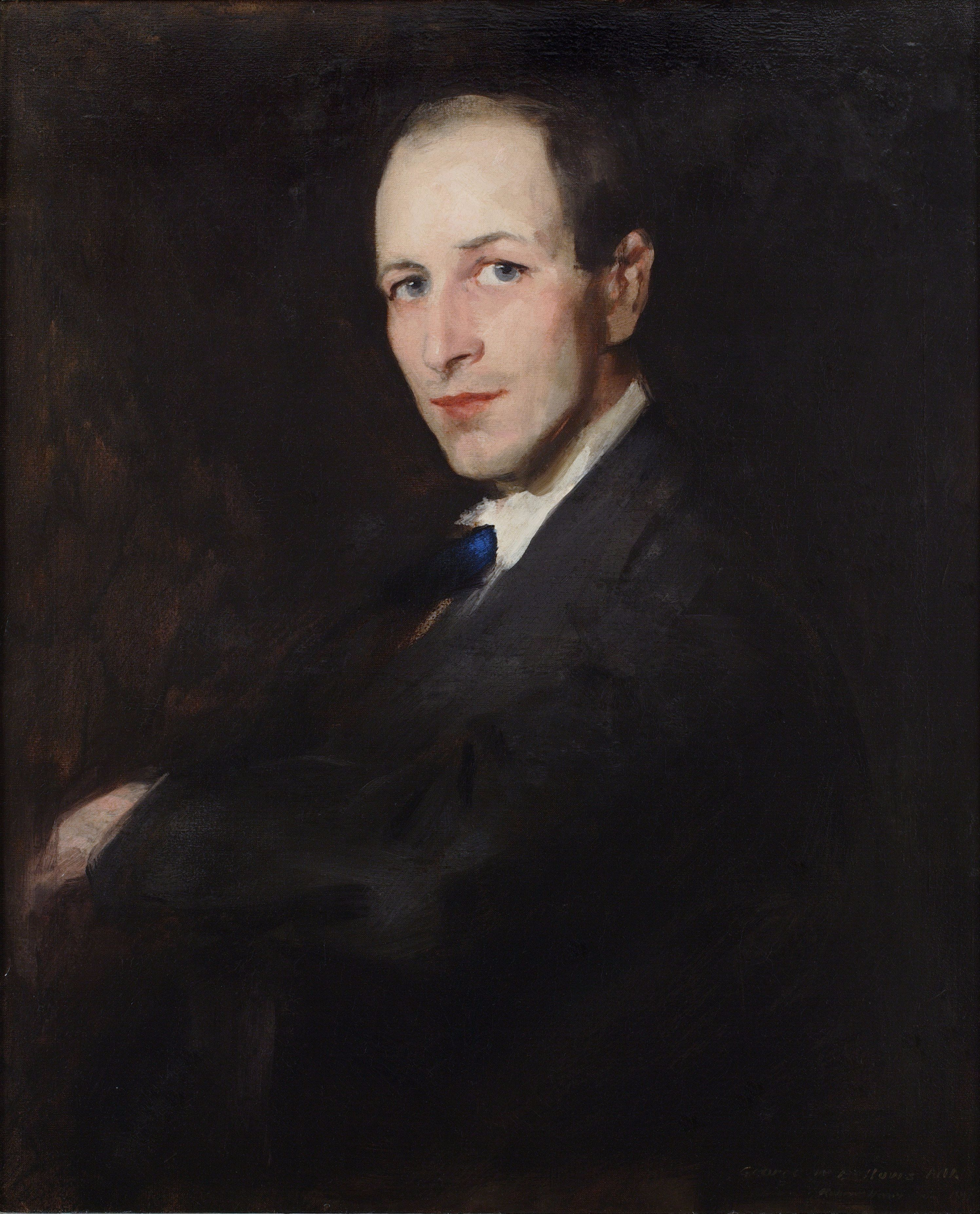
Robert Henri, Portret George’a Bellowsa, 1911, National Academy of Design
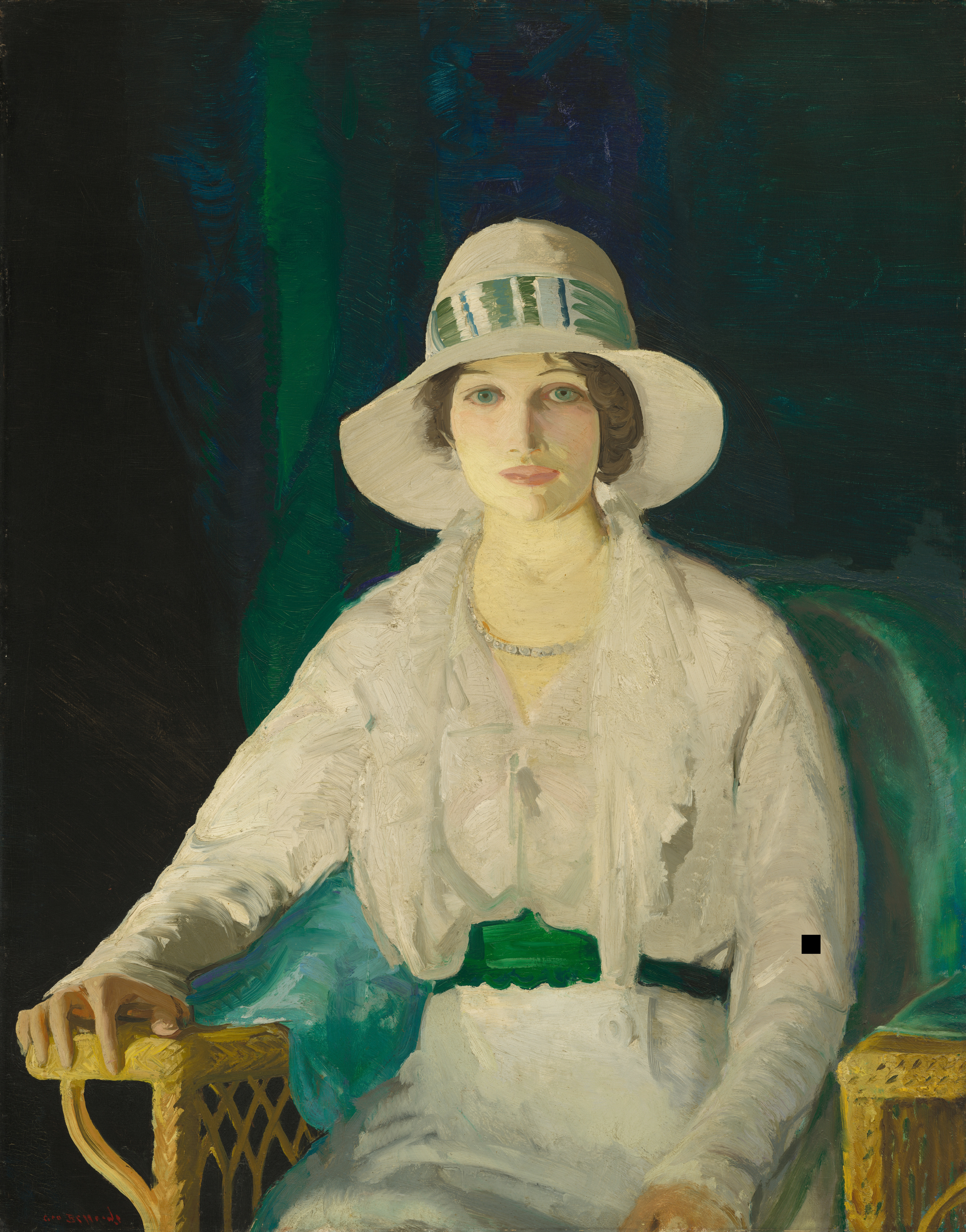
George Bellows, Florence Davey, 1914, National Gallery of Art
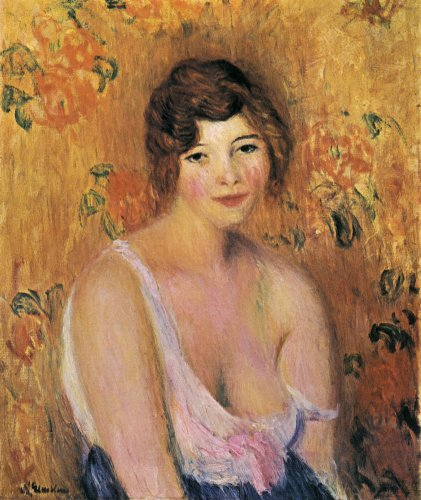
William Glackens, Portret Kay Laurell, ok. 1915
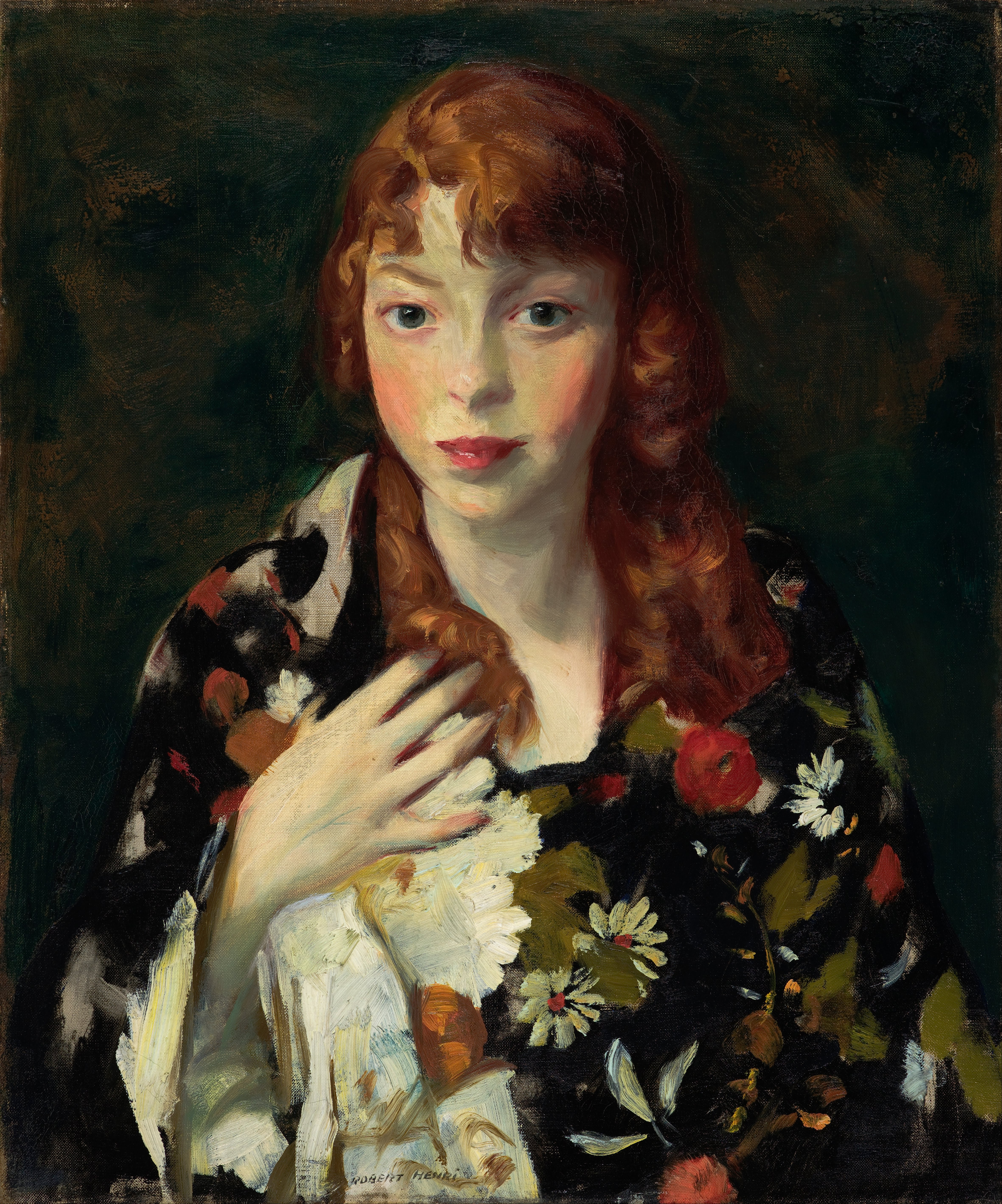
Robert Henri, Edna Smith z japońską chustą, ok. 1915, Indianapolis Museum of Art

### Akty

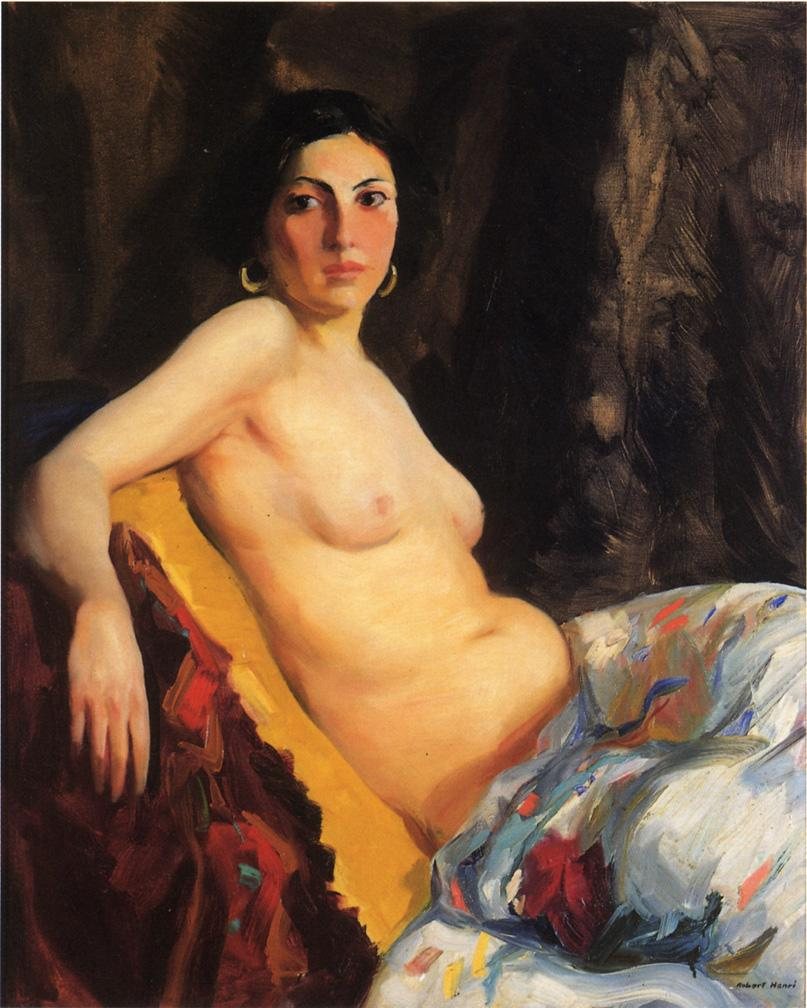
Robert Henri, Orientale, 1915, kolekcja prywatna
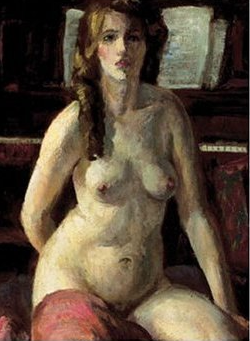
John French Sloan, Akt blondynki, 1918, kolekcja prywatna
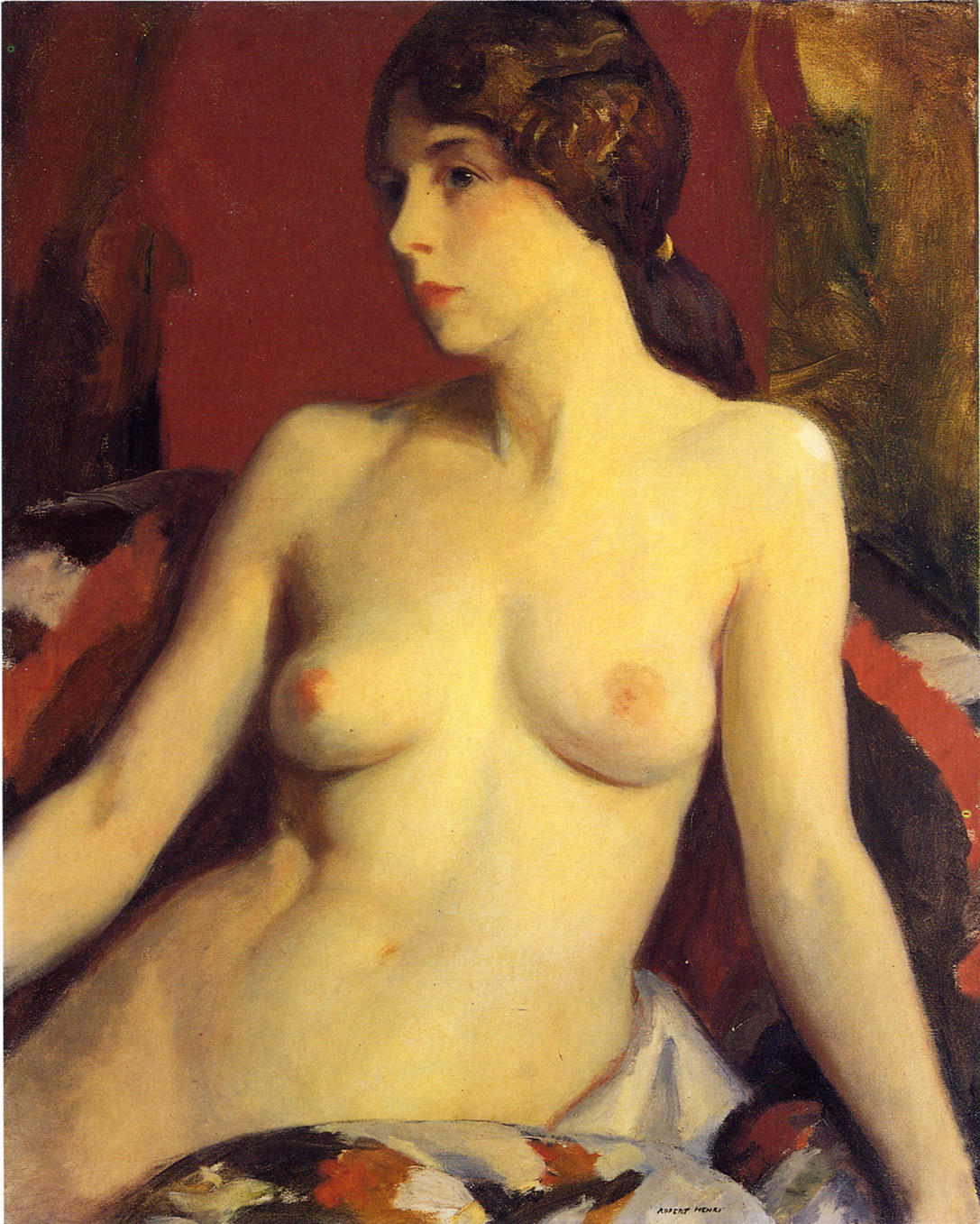
Robert Henri, Mata Moana, 1920, kolekcja prywatna